# أونشو إيشيزوكا
أونشو إيشيزوكا (石塚運昇 إيشيزوكا أونشو) (اسمه الحقيقي يوكينوري إيشيزوكا (石塚運昇 إيشيزوكا يوكينوري)) (16 مايو 1951 - 13 أغسطس 2018)، ممثل ياباني.

## أدواره في الأنمي

### مسلسلات أنمي تلفزيونية
- كاوبوي بيبوب - جيت بلاك
- ساموراي تشامبلو - مانزو المنشار
- المحقق كونان - المفتش ناكاموري
- غاد غارد - كوغورو هاتشيسكا
- يايبا - رايزو
- كينيتشي التلميذ الأقوى - شيو ساكاكي
- ناروتو - زابوزا موموتشي
- ناروتو شيبودن - زابوزا موموتشي
- البدلة المتنقلة جاندام 00 - العقيد سيرغي سميرنوف
- البدلة المتنقلة جاندام: أيتام الدم الحديدي - ماكماردو باريستون
- وولفز راين - كوينت يايدن
- بوكيمون - بروفسور أوك، الراوي, أونيكس، كوفينغ/ويزينغ، بائع الماجيكارب، ماجيكارب/غيارادوس، كادابرا, ماك، فينوسور, باينكو
- بوكيمون أدفانس - بروفسور أوك، الراوي
- بوكيمون دياموند/بيرل - بروفسور أوك، الراوي
- بوكيمون بلاك/وايت - بروفسور أوك، الراوي
- بوكيمون إكس/واي - بروفسور أوك، الراوي, اللورد شابونو، ترنر, غوركين، الكونت بامبكا
- إينيشال دي - بونتا فوجيوارا
- إينيشال دي Second Stage - بونتا فوجيوارا
- إينيشال دي Fourth Stage - بونتا فوجيوارا
- إينيشال دي Fifth Stage - بونتا فوجيوارا
- هاجيمي نو إيبو - والد إيتشيرو مياتا
- هاجيمي نو إيبو New Challenger - والد إيتشيرو مياتا
- هاجيمي نو إيبو Rising - والد إيتشيرو مياتا
- ذا بيغ أو - أليكس روزواتر
- زامد الذكرى الضائعة - ريوزو تاكيهارا
- ترايجان - بي دي نيون
- لاست إكسايل - غودوين
- غوين ساغا - ماروس
- ون بيس - العميد كيزارو
- أوبان ستار ريسرز - دون ويه
- داي الشجاع - باران
- خيميائي الفولاذ FULLMETAL ALCHEMIST - فان هوينهايم
- سلام دانك - عوني
- صوت السماء - كراوس
- جنود السايبورغ - فان فوغوت
- سكال مان - فوغوت
- هيرومان - غوغور
- شعلة ريكا - كوكاي
- دار الأوراق الخمس - بينزو
- آيرون مان - وزير الدفاع كورودا
- غوسيك - جوبيتر روجي
- أرشيف دانتاليان - كيندريك
- بيرسونا 4 ذي أنيميشن - ريوتارو دوجيما
- بيرسونا 4 ذا غولدن أنيميشن - ريوتارو دوجيما
- ستيتش! - جانتو
- لقد تدهور الجنس البشري - جد البطلة
- هجوم العمالقة - والد آني ليونهارت
- يورمنغاند - ليم
- يورمنغاند PERFECT ORDER - ليم
- هيوكا - هاناي
- إيوريكا سفن - بريتاني
- سبيس داندي - دكتور غيل
- بلاسريتر - غيرد فرينتزن، شيدو
- غايست كراشر - أوميغا
- مغامرة جوجو الغريبة: ستارداست كروسيدرز - جوزيف جوستار
- مغامرة جوجو الغريبة: الماس لا ينكسر - جوزيف جوستار
- بلاك بوليت - سوغين سايتاكي
- دراغون بول كاي - مستر ساتان
- دراغون بول سوبر - مستر ساتان
- تيرافورمارز - سلفستر أسيموف
- غريت تيتشر أونيزوكا - والد هيتومي كيزاكي
- ساموراي واريورز - الراوي
- معرض الفن المزيف - والد هاكارو سينجو
- أوشيو و تورا - تاكيه تاكاتوري
- بطولات أرسلان - أوسرويس الخامس
- ون بنش مان - أشورا كابوتو
- بيرسيرك - فويد، الراوي
- بيرسيرك (2016) - الراوي
- جبهة حاجز الدم - باتريك
- جبهة حاجز الدم & BEYOND - باتريك
- ديمنشن دبليو - الراوي
- سورد آرت أونلاين ألترنيتيف: غان غيل أونلاين - الراوي
- أكا: قسم التفتيش الخاص بالقطاع 13 - كفالوم
- بنانا فيش - دينو غولتزيني
- حرب الكواكب: الأطروحة الجديدة - نمير

### أوفا أنمي
- ماكروس بلاس - جيلد جوا بومان
- تشيبي كارا ناجاي جو وورلد - كايمو، فايولنس جاك
- تيلز أوف فانتازيا ذي أنيميشن - موريسون
- البدلة المتنقلة جاندام يونيكورن - يونم كيركس
- هجوم العمالقة: الفتاتان الضائعتان - والد آني ليونهارت

### أفلام أنمي
- كاوبوي بيبوب: الفيلم - جيت بلاك
- سيف الغريب - الزعيم
- فيلم ناروتو شيبودن: الروابط - شينّو
- سلسلة أفلام بوكيمون
  - فيلم بوكيمون الأول: هجوم ميوتو - الراوي، غيارادوس
  - فيلم بوكيمون 2000: قوة الإتحاد - بروفسور أوك، الراوي, سايثر
  - فيلم بوكيمون 3: إنتيه و تعويذة الأنون - بروفسور أوك، الراوي, أونيكس
  - فيلم بوكيمون فور إيفر: سيليبي صوت الغابة - بروفسور أوك، الراوي, أونيكس
  - بوكيمون رينجر و قصر البحر - الراوي
  - فيلم بوكيمون: نهوض داركراي - الراوي
  - فيلم بوكيمون: غيراتينا و محارب السماء - الراوي
  - فيلم بوكيمون: أركيوس و جوهرة الحياة - الراوي، ماموسواين
  - فيلم بوكيمون: زوروارك سيد الأوهام - الراوي، ماموسواين
  - فيلم بوكيمون بلاك: فيكتيني و ريشيرام - الراوي
  - فيلم بوكيمون وايت: فيكتيني وزيكروم - الراوي
  - فيلم بوكيمون: كيوريم ضد سيف العدالة - الراوي، بولدور, ستانفيسك
  - فيلم بوكيمون: جينيسيكت و نهوض الأسطورة - الراوي
  - فيلم بوكيمون: ديانسي و شرنقة الدمار - الراوي
  - فيلم بوكيمون: هوبا و صراع الأزمنة - الراوي
- إينيشال دي Third Stage - بونتا فوجيوارا
- سلسلة أفلام كود غياس: أكيتو المنفي
  - كود غياس: أكيتو المنفي: الفصل الأول «وصول التنين» - جين سمايلاس
- دراغون بول Z: معركة الخوارق - مستر ساتان
- سايكوباس - ديسموند روتاغاندا
- بوبين Q - الرئيس
- غيغيغي نو كيتارو: إنفجار اليابان!! - كاغامي جيجي
- مازنجر زد إنفينيتي - دكتور هيل

## أدواره في ألعاب الفيديو
- بيرسونا 4 - ريوتارو دوجيما
- بيرسونا 4 غولدن - ريوتارو دوجيما
- تيلز أوف ريبرث - يوجين غالاردو
- ساموراي واريورز 4 - أوجيماسا هوجو
- سلسلة ألعاب تيكن
  - تيكن تاغ تورنمنت 2 - هيهاتشي ميشيما
  - تيكن 7 - هيهاتشي ميشيما
- ستريت فايتر X تيكن - هيهاتشي ميشيما
- بلاي ستيشن أول ستارز باتل رويال - هيهاتشي ميشيما
- كينجدوم هارتس بيرث باي سليب - جانتو
- جوجوز بيزار أدفنتشر: أول ستار باتل - ديفو الملعون
- جوجوز بيزار أدفنتشر: آيز أوف هيفن - جوزيف جوستار المسن
- ناروتو: ألتيميت نينجا - زابوزا موموتشي
- ناروتو شيبودن: ألتيميت نينجا ستورم ريفولوشن - زابوزا موموتشي
- ناروتو شيبودن: ألتيميت نينجا ستورم 4 - زابوزا موموتشي
- أسوراز راث - أوغاس
- جاي-ستارز فيكتوري فيرسيس - هيهاتشي إيداجيما
- كاوبوي بيبوب - جيت بلاك
- كاوبوي بيبوب: سرينادة الذكرى - جيت بلاك
- شين ميغامي تينسي: سترينج جيرني ريداكس - القائد غور

## أدواره في الدبلجة اليابانية
- سي إس آي: ميامي - هوراشيو كاين
- ترانسفورمرز: برايم - سايلاس
- بيرسي جاكسون: بحر من الوحوش - كرونوس
- تيكن - برايان ميلز
- مليون طريقة للموت في الغرب - كلينتش ليذروود

## وصلات خارجية
- أونشو إيشيزوكا على موقع IMDb (الإنجليزية)
- أونشو إيشيزوكا على موقع ميوزك برينز (الإنجليزية)
- أونشو إيشيزوكا على موقع ديسكوغز (الإنجليزية)
- أونشو إيشيزوكا على موقع قاعدة بيانات الفيلم (الإنجليزية)
- أونشو إيشيزوكا على موقع ANN person (الإنجليزية)
- صفحة Bulbapedia